# Raszyd Gajsanow
Raszyd Jachjewicz Gajsanow (ros. Рашид Яхьяевич Гайсанов, ur. 17 października 1972 we wsi Gamurzijewo, rejon nazrański, Czeczeńsko-Inguska ASRR) – rosyjski ekonomista i polityk narodowości inguskiej, premier Inguszetii w latach 2008–2009.

## Życiorys
Po ukończeniu w 1993 studiów na Wydziale Finansowo-Ekonomicznym Instytutu Gospodarki Narodowej w Rostowie rozpoczął pracę jako rewizor oddziału Banku Oszczędnościowego Federacji Rosyjskiej (Sbierbanku) w Inguszetii. W latach 1994–1998 pełnił funkcję wiceprezesa komercyjnego banku „Erzi”. W 1998 objął funkcję zastępcy dyrektora Sbierbanku w Inguszetii.
W tym samym roku został asystentem, a następnie doradcą do spraw ekonomicznych prezydenta Inguszetii Rusłana Auszewa. 2 grudnia 1999 otrzymał nominację na stanowisko ministra gospodarki w rządzie Inguszetii (w wieku 27 lat stał się najmłodszym ministrem w Rosji). Od 2006 pracował w administracji pełnomocnego przedstawiciela prezydenta Rosji w Południowym Okręgu Federalnym. Dwa lata później objął funkcję zastępcy dyrektora, a następnie dyrektora departamentu programów inwestycyjnych i projektów Republiki Inguszetia.
14 listopada 2008 został desygnowany przez prezydenta republiki Junus-beka Jewkurowa i tego samego dnia zatwierdzony przez parlament na stanowisku szefa rządu Inguszetii.
22 czerwca 2009 po zamachu na Jewkurowa, w wyniku którego prezydent Inguszetii został przewieziony w ciężkim stanie do szpitala w Moskwie, prezydent Rosji Dmitrij Miedwiediew powierzył Gajsanowowi czasowe pełnienie obowiązków prezydenta Inguszetii. Gajsanow zakończył wykonywanie obowiązków prezydenta republiki 12 sierpnia 2009 wraz z powrotem Jewkurowa z hospitalizacji w Moskwie.
5 października 2009 otrzymał dymisję z zajmowanego stanowiska.